# Bir Nefes Daha
Bir Nefes Daha (estrenada internacionalment com When I’m Done Dying ) és una pel·lícula turca escrita i dirigida per Nisan Dağ, que es va estrenar el novembre de 2020 al Festival de Cinema Nits Negres de Tallinn.

## Argument

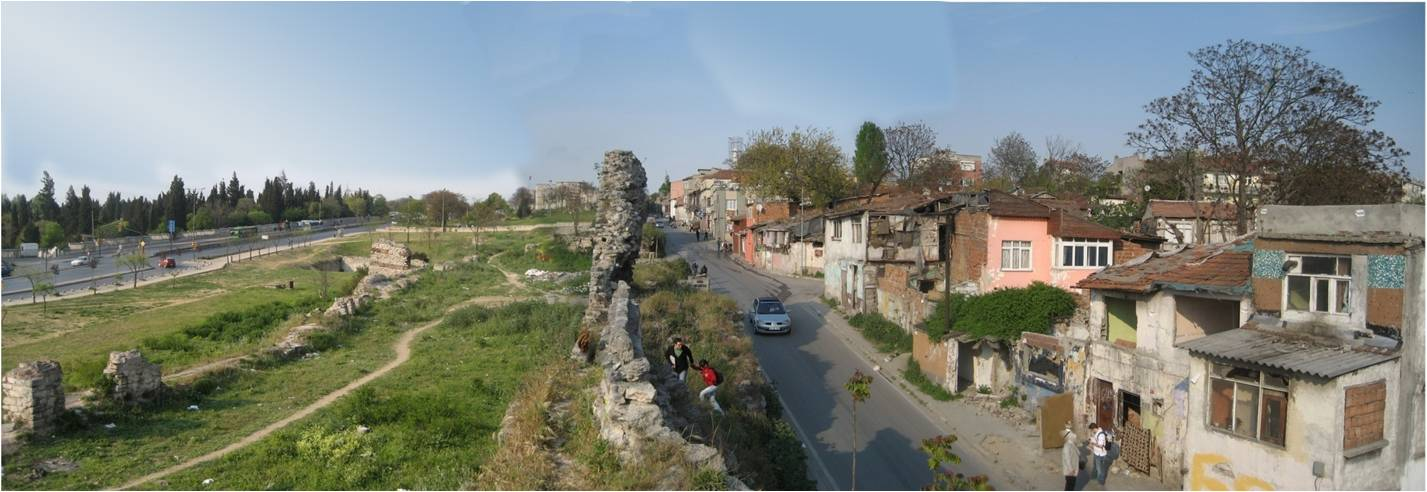
Fehmi viu al districte d'Istanbul Sulukule, on es va rodar la pel·lícula

Fehmi, de 19 anys, viu al districte Sulukule d'Istanbul i ja ha demostrat el seu talent com a raper a l'escena underground de la ciutat. Quan coneix DJ Devin, que és uns anys més gran que ell, els dos comencen a treballar junts musicalment i aviat inicien una relació romàntica. El jove de 25 anys prové d'una bona família i dóna suport a Fehmi perquè pugui gravar el seu primer disc juntament amb la seva parella Yunus.
Poc després, rep una trucada d'un segell discogràfic important, en nom del qual se li demana que aparegui en un programa d'alt perfil, i sembla que tot està sortint bé per a Fehmi. No obstant això, és addicte al Bonzai i simplement no pot allunyar-se d'aquesta droga sintètica barata i, per a molts, mortal. La seva addicció no sols és una tensió en la seva relació amb Devin, sinó que també està en joc el seu gran avenç com a raper.

## Repartiment
- Oktay Çubuk: Fehmi
- Hayal Köseoğlu: Devin
- Ushan Çakir: Erdem
- Eren Çigdem: Yunus
- Müfit Kayacan: Serhad
- Kürsat Alniaçik: Faruk Ünal
- Ayris Alptekin: Zehra
- Görkem Kasal: Timur

## Producció
La pel·lícula va ser dirigida per Nisan Dağ, que també va escriure el guió. Dağ, que viu i treballa a Istanbul, va dirigir la pel·lícula després del seu debut al llargmetratge aclamat per la crítica Deniz Seviyesi el 2007. El 2014 va dirigir un episodi de la sèrie documental de MTV Rebel Music. Va fer el rodatge a Sulukule, un barri marginal d'Istanbul. Durant el rodatge de Rebel Music va conèixer a Da Poet, un productor influent de l'escena i coneixedor del hip-hop underground a Istanbul, que finalment va oferir la seva col·laboració per Bir Nefes Daha. També va compondre la banda sonora de la pel·lícula. El títol turc de la pel·lícula, Bir Nefes Daha, fa referència a una cançó que Fehmi i Yunus cantaven sobre els efectes del consum de drogues a la seva àrea.
L'actor principal Oktay Çubuk, que interpreta Fehmi, va néixer el 1996 a Esmirna, va estudiar a
la İstanbul Bilgi Üniversitesi i el 2017 va ser vist a la sèrie de televisió Cennet'in Gözyaşları en el paper d'Ömer. A Bir Nefes Daha Çubuk fa el seu debut com a actor al llargmetratge. A més, apareixen diversos actors aficionats a la pel·lícula.
La Filmförderung Hamburg Schleswig-Holstein va donar suport al projecte amb 100.000 euros, Eurimages va concedir un finançament de producció de 120.000 euros.
La pel·lícula es va rodar a Istanbul, com amb Rebel Music a Sulukule. El càmera era John Wakayama Carey.
L'estrena va tenir lloc el 21 o 22 de novembre de 2020 al Festival de Cinema Nits Negres de Tallinn. L'abril de 2021, la pel·lícula es va presentar al Festival Internacional de Cinema de Seattle. Es va projectar al Festival de Cinema de Cambridge el novembre de 2021.

## Premis
Festival Internacional de Cinema de Cleveland 2021
- Nominació al Concurs Internacional de Competició Narrativaref>When I’m Done Dying. In: clevelandfilm.org. Abgerufen am 26. Mai 2021.</ref>

Festival del Cinema Europeu Lecce 2021
- Menció honorífica (Nisan Dağ)[5]

Festival Internacional de Cinema de Santa Bàrbara 2021
- Premi al Concurs Internacional Jeffrey C. Barbakow[6]

Festival Internacional de Cinema de Seattle 2021
- Nominació a la Competició Oficial (Nisan Dağ)

Festival de Cinema Nits Negres de Tallinn 2020
- Premi al Millor Director amb el Premi del Jurat (Nisan Dağ)
- Nominació a Millor pel·lícula a la competició oficial (Nisan Dağ)[1]